# Viktorka Rys
Viktorka Rys (roz. Hlaváčková) (* 1989 Ústí nad Orlicí) je česká cestovatelka a spisovatelka. Absolvovala Gymnázium Broumov (2008) a později studovala na Filozofické fakultě Univerzity Karlovy. Věnuje se nízkonákladovému pěšímu cestování s ultralehkou výbavou. V roce 2015 přešla Karpatský oblouk ze Zlína do Banátu, odkud v následujícím roce pokračovala přes Balkán do Istanbulu. Roku 2017 absolvovala cestu od Černého moře v Gruzii přes Kavkaz k pobřeží Kaspického moře v Ázerbájdžánu. Je autorkou knihy Hory a nekonečno (2020; druhé rozšířené vydání 2021), v níž popisuje právě tuto cestu. Delší dobu rovněž strávila na Islandu. V roce 2021 znovu absolvovala cestu přes karpatský oblouk se záměrem natočit o této cestě film.